# Christian Nerger
Christian Nerger (død i december 1708) var en sachsisk billedhugger, der var indvandret til Danmark i Christian V's første regeringsår. Han fik meget arbejde at gøre for kongen og havde bestalling som Christian V's sten- og billedhugger uden dog at få løn fra kongens kasse. Også for Griffenfeld og andre stormænd arbejdede han. Hans statuariske arbejder blev oftest udført i gotlandsk sten, dog også i marmor; han var også virksom som ornamentsbilledhugger og stukkatør, skar i elfenben og egetræ og forfærdigede spejle. Han drev i sine sidste år en tømmerhandel og var alle sine dage en stor projektmager. Som hans hovedværk må nævnes det pragtfulde træskærerarbejde på orgelet i Vor Frelsers Kirke på Christianshavn; stukværket under hvælvingerne dér er uden tvivl ligeledes af ham.
Med sin hustru, Cathrine Margrethe (død februar 1709), havde han en hob børn. Han døde midt i december 1708.
Han er begravet i Sankt Petri Kirke.
- Christian Nerger på Kunstindeks Danmark/Weilbachs Kunstnerleksikon